# Lyctus chilensis
Lyctus chilensis är en skalbaggsart som beskrevs av Gerberg 1957. Lyctus chilensis ingår i släktet Lyctus och familjen kapuschongbaggar. Inga underarter finns listade i Catalogue of Life.

## Bildgalleri

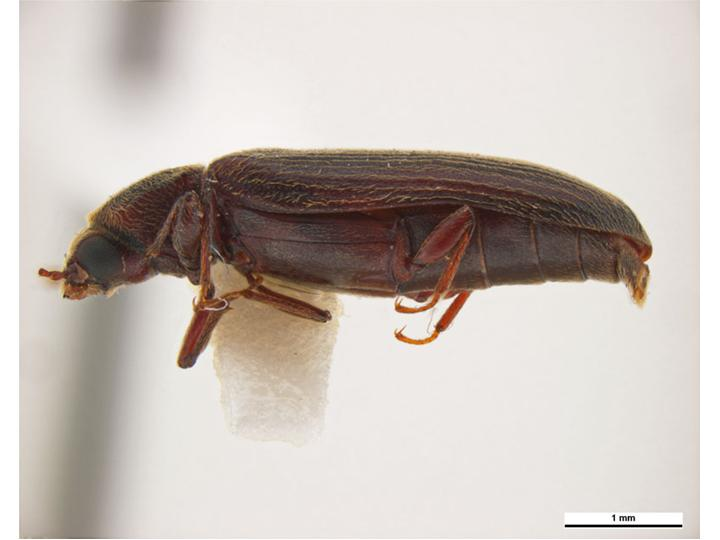